# Couteuges
Couteuges (okzitanisch gleichlautend) ist eine französische Gemeinde mit 286 Einwohnern (Stand: 1. Januar 2022) liegt im Département Haute-Loire in der Region Auvergne-Rhône-Alpes (vor 2016 Auvergne). Sie gehört zum Arrondissement Brioude und zum Kanton Pays de Lafayette.

## Geographie
Couteuges liegt etwa 32 Kilometer nordwestlich von Le Puy-en-Velay. 
Umgeben wird Couteuges von den Nachbargemeinden Salzuit im Norden, Paulhaguet im Nordosten, Saint-Georges-d’Aurac im Osten und Südosten, Mazeyrat-d’Allier im Süden, Cerzat im Süden und Südwesten sowie Saint-Privat-du-Dragon im Westen.
Durch die Gemeinde führt das Flüsschen Lidenne sowie die Route nationale 102.

## Bevölkerungsentwicklung
| Jahr                       | 1962 | 1968 | 1975 | 1982 | 1990 | 1999 | 2006 | 2017 |
| Einwohner                  | 347  | 338  | 342  | 315  | 313  | 262  | 313  | 301  |
| Quellen: Cassini und INSEE |      |      |      |      |      |      |      |      |

## Sehenswürdigkeiten
- Kirche Saint-Loup